# Colchester (Connecticut)
Colchester es un pueblo ubicado en el condado de New London en el estado estadounidense de Connecticut. En el año 2005 tenía una población de 15,389 habitantes y una densidad poblacional de 121 personas por km².

## Geografía
Colchester se encuentra ubicado en las coordenadas 41°33′31″N 72°21′07″O / 41.55861, -72.35194.

## Demografía
Según la Oficina del Censo en 2000 los ingresos medios por hogar en la localidad eran de $64,807 y los ingresos medios por familia eran $72,346. Los hombres tenían unos ingresos medios de $47,123 frente a los $34,250 para las mujeres. La renta per cápita para la localidad era de $27,038. Alrededor del 2.7% de la población estaban por debajo del umbral de pobreza.